# رن الشرقي
رن الشرقي، قرية من قرى محافظة العيص، والتابعة لمنطقة المدينة المنورة في السعودية.